# Stavtjärnen, Gästrikland
Stavtjärnen är en sjö i Hofors kommun i Gästrikland och ingår i Gavleåns huvudavrinningsområde.